# Клусьно
Клусьно (пол. Kłuśno) — село в Польщі, у гміні Сведзебня Бродницького повіту Куявсько-Поморського воєводства.
Населення — 264 особи (2011).
У 1975-1998 роках село належало до Торунського воєводства.

## Демографія
Демографічна структура станом на 31 березня 2011 року:
|          | Загалом | Допрацездатний вік | Працездатний вік | Постпрацездатний вік |
| -------- | ------- | ------------------ | ---------------- | -------------------- |
| Чоловіки | 139     | 42                 | 89               | 8                    |
| Жінки    | 125     | 35                 | 68               | 22                   |
| Разом    | 264     | 77                 | 157              | 30                   |